# Garzigliana
Garzigliana és un comune (municipi) de la ciutat metropolitana de Torí, a la regió italiana del Piemont, situat a uns 35 quilòmetres al sud-oest de Torí. A 1 de gener de 2019 la seva població era de 552 habitants.
Garzigliana limita amb els següents municipis: Pinerolo, Osasco, Macello, Bricherasio i Cavour.